# Fidelity Investments
Fidelity Investments este o companie privată care oferă servicii de asset management și brokeraj, având o cifră de afaceri de 12,87 miliarde $ în 2006.